# OLY
OLY são letras pós-nominais concedidas pela Associação Mundial de Atletas Olímpicos (WOA, na sigla em inglês) a atletas que tenham participado dos Jogos Olímpicos.
Em novembro de 2017, no 8º Fórum Internacional de Atletas do Comitê Olímpico Internacional (COI), a Associação Mundial de Atletas Olímpicos, com o apoio da Comissão de Atletas do COI, anunciou a criação das letras pós-nominais OLY. A iniciativa permite que os atletas olímpicos possam usar as letras OLY em qualquer documentação oficial após seu nome. Os atletas também recebem um certificado da Associação Mundial de Atletas Olímpicos comemorando suas conquistas . A iniciativa está aberta a todos os atletas que competiram nos jogos e que defendem os valores e práticas da Carta Olímpica e do Código de Conduta da Associação Mundial de Atletas Olímpicos. Thomas Bach, presidente do Comitê Olímpico Internacional e ex-atleta de esgrima, foi o primeiro atleta a receber o uso das iniciais pós-nominais. Em cinco dias, mais de 1.000 atletas olímpicos haviam se registrado.
O presidente da WOA, Joël Bouzou, declarou: "É a hora de reconhecer que se tornar um atleta olímpico é como se tornar um PhD. Demora 10 anos. Você aprende sobre perseverança, sobre equidade, jogo limpo. É um exemplo para a sociedade em geral."
De acordo com a Associação, um OLY deve assumir responsabilidades, incluindo "[trabalhar] para espalhar o espírito do Olimpismo" e "[representar] os atletas olímpicos e o Movimento Olímpico de maneira positiva e solidária em todos os momentos".
Dois anos e meio após o início da iniciativa, mais de 14.000 atletas olímpicos receberam o uso das letras pós-nominais OLY. A Associação reconheceu como prioridade "aumentar a comunidade OLY global".
Em 2022, as letras pós-nominais PLY foram introduzidas para atletas que participaram dos Jogos Paraolímpicos.